# Kate Biscoe
Kate Biscoe (Nova Iorque, 1970) é uma maquiadora americana. Como reconhecimento,venceu o Óscar 2019 na categoria de Melhor Maquiagem e Penteados por Vice (2018).